# جرترود سوير
جرترود سوير (بالإنجليزية: Gertrude Sawyer)‏ هي مهندسة معمارية أمريكية، ولدت في 2 أبريل 1895 في توسكولا في الولايات المتحدة، وتوفيت في 2 فبراير 1996 في كاليفورنيا في الولايات المتحدة.